# Astragalus darwinianus
Astragalus darwinianus är en ärtväxtart som beskrevs av Gomez-sosa. Astragalus darwinianus ingår i släktet vedlar, och familjen ärtväxter. Inga underarter finns listade i Catalogue of Life.